# Prix Médicis
De Prix Médicis is een van de bekendere Franse literatuurprijzen, ingesteld in 1958 door Gala Barbisan en Jean-Pierre Giraudoux.
De prijs wordt jaarlijks toegekend, net als de Prix Femina op de eerste woensdag van november. Winnaar is de auteur van de naar het oordeel van de jury beste roman of vertelling, ofwel de samensteller/redacteur van de beste novellebundel die dat jaar werd uitgegeven en waarin een nieuwe literaire toon en/of stijl werd gebezigd.
Sinds 1995 bestaat er ook de 'Prix Médicis étranger' (voor een buitenlandse roman) en de 'Prix Médicis de 'l'essai' (voor essays).

## PrijswinnaarsPrix Médicis[1]
- 2023 - Kevin Lambert: Que notre joie demeure
- 2022 - Emmanuelle Bayamack-Tam: La treizième heure
- 2021 - Christine Angot: Le Voyage dans l'Est
- 2020 - Chloé Delaume: Le Cœur synthétique
- 2019 - Luc Lang: La Tentation
- 2018 - Pierre Guyotat: Idiotie
- 2017 - Yannick Haenel: Tiens ferme ta couronne
- 2016 - Ivan Jablonka: Laëtitia ou la Fin des hommes
- 2015 - Nathalie Azoulai: Titus n'aimait pas Bérénice
- 2014 - Antoine Volodine: Terminus radieux
- 2013 - Marie Darrieussecq: Il faut beaucoup aimer les hommes (P.O.L.)
- 2012 - Emmanuelle Pireyre: Féerie générale (L'Olivier)
- 2011 - Mathieu Lindon: Ce qu'aimer veut dire (P.O.L)
- 2010 – Maylis de Kerangal: Naissance d'un pont (Éditions Verticales)
- 2009 – Dany Laferrière: L’énigme du retour (Grasset)
- 2008 – Jean-Marie Blas de Roblès: Là où les tigres sont chez eux (Zulma)
- 2007 – Jean Hatzfeld: La stratégie des antilopes (Le Seuil)
- 2006 – Sorj Chalandon: Une promesse (Grasset)
- 2005 – Jean-Philippe Toussaint: Fuir (Minuit)
- 2004 – Marie Nimier: La Reine du silence (Le Seuil)
- 2003 – Hubert Mingarelli: Quatre soldats (Le Seuil)
- 2002 – Anne F. Garréta: Pas un jour  (Grasset)
- 2001 – Benoit Duteurtre: Le Voyage en France (Gallimard)
- 2000 – Yann Apperry: Diabolus in musica (Grasset)
- 1999 – Christian Oster: Mon grand appartement (Minuit)
- 1998 – Homéric: Le Loup mongol (Grasset)
- 1997 – Philippe Le Guillou: Les sept noms du peintre (Gallimard)
- 1996 – (ex aequo) Jacqueline Harpman: Orlanda (Grasset) en Jean Rolin: L'Organisation (Gallimard)
- 1995 – (ex aequo) Andreï Makine: Le testament français (Mercure de france) en Vassilis Alexakis: La langue maternelle (Fayard)
- 1994 – Yves Berger: Immobile dans le courant du fleuve (Grasset)
- 1993 – Emmanuèle Bernheim: Sa femme (Gallimard)
- 1992 – Michel Rio: Tlacuilo (Le seuil)
- 1991 – Yves Simon: La Dérive des sentiments (Grasset)
- 1990 – Jean-Noël Pancrazi: Les Quartiers d'hiver (Gallimard)
- 1989 – Serge Doubrovsky: Le Livre brisé (Grasset)
- 1988 – Christiane Rochefort: La Porte du fond (Grasset)
- 1987 – Pierre Mertens: Les Éblouissements (Le seuil)
- 1986 – Pierre Combescot: Les Funérailles de la Sardine (Grasset)
- 1985 – Michel Braudeau: Naissance d'une passion (Le seuil)
- 1984 – Bernard-Henri Lévy: Le Diable en tête (Grasset)
- 1983 – Jean Echenoz: Cherokee (Minuit)
- 1982 – Jean-François Josselin: L'Enfer et Cie (Grasset)
- 1981 – François-Olivier Rousseau: L'Enfant d'Édouard (Mercure de France)
- 1980 – Jean-Luc Benoziglio:  Cabinet-portrait (Le Seuil)
- 1979 – Claude Durand: La Nuit zoologique (Grasset)
- 1978 – Georges Perec: La vie mode d'emploi (P.O.L / Hachette)
- 1977 – Michel Butel: L'Autre Amour (Mercure de France)
- 1976 – Marc Cholodenko: Les États du désert (Flammarion)
- 1975 – Jacques Almira: Le Voyage à Naucratis (Gallimard)
- 1974 – Dominique Fernandez: Porporino ou les Mystèrs de Naples (Grasset)
- 1973 – Tony Duvert: Paysage de fantaisie (Minuit)
- 1972 – Maurice Clavel: Le Tiers des étoiles (Grasset)
- 1971 – Pascal Lainé: L'Irrévolution (Gallimard)
- 1970 – Camille Bourniquel: Sélinonte ou la Chambre impériale (Le Seuil)
- 1969 – Hélène Cixous: Dedans (Grasset)
- 1968 – Elie Wiesel: Le Mendiant de Jérusalem (Le Seuil)
- 1967 – Claude Simon: Histoire (Minuit)
- 1966 – Marie-Claire Blais: Une saison dans la vie d'Emmanuel (Grasset)
- 1965 – René-Victor Pilhes: La Rhubarbe (Le Seuil)
- 1964 – Monique Wittig: L'Opoponax (Minuit)
- 1963 – Gérard Jarlot: Un chat qui aboie (Gallimard)
- 1962 – Colette Audry: Derrière la baignoire (Gallimard)
- 1961 – Philippe Sollers: Le Parc (Le Seuil)
- 1960 – Henri Thomas: John Perkins suivi d'Un scrupule (Gallimard)
- 1959 – Claude Mauriac: Le Dîner en ville (Albin Michel)
- 1958 – Claude Ollier: La Mise en scène (Minuit)

## PrijswinnaarsPrix Médicis étranger
- 2013 - Toine Heijmans: Op zee
- 2012 - Avraham Yehoshua: Rétrospective
- 2011 - David Grossman: Een vrouw op de vlucht voor een bericht
- 2010 - David Vann: Sukkwan Island
- 2009 - Dave Eggers: Wat is de Wat?
- 2008 - Alain Claude Sulzer: Un garçon parfait
- 2007 - Daniel Mendelsohn: Les Disparus
- 2006 - Norman Manea: Le Retour du hooligan: une vie
- 2005 - Orhan Pamuk: Neige (Sneeuw)
- 2004 – Aharon Appelfeld: Histoire d'une vie
- 2003 – Enrique Vila-Matas: Le Mal de Montano
- 2002 – Philip Roth: La Tache (The Human Stain)
- 2001 – Antonio Skarmeta: La Noce du poète
- 2000 – Michael Ondaatje: Le Fantôme d'Anil (Anil's Ghost)
- 1999 – Bjorn Larsson: Le Capitaine et les rêves
- 1998 – Jonathan Coe: La Maison du sommeil (The House of Sleep)
- 1997 – T.C. Boyle: América
- 1996 – (ex aequo) Michael Kruger: Himmelfarb en Ludmila Oulitskaïa: Sonietchka
- 1995 – Alessandro Baricco: Les Châteaux de la colère
- 1994 – Robert Schneider: Frère Sommeil (Schlafes Bruder)
- 1993 – Paul Auster: Léviathan (Leviathan)
- 1992 – Louis Begley: Une éducation polonaise ('Wartime Lies)
- 1991 – Pietro Citati: Histoire qui fut heureuse puis douloureuse et funeste (Storia prima felice, poi dolentissima e funesta)
- 1976 – Doris Lessing: Le Carnet d'Or (The Golden Notebook / Het Gouden Boek)
- 1973 - Milan Kundera: La vie est ailleurs (Život je jinde)

## PrijswinnaarsPrix Médicis essai
- 2013 - Svetlana Aleksijevitsj: La fin de l’homme rouge
- 2012 - David Van Reybrouck: Congo, une histoire
- 2011 - Sylvain Tesson: Dans les forêts de Sibérie
- 2010 - Michel Pastoureau: La Couleur de nos souvenirs
- 2009 - Alain Ferry: Mémoire d'un fou d'Emma
- 2008 - Cécile Guilbert: Warhol Spirit
- 2007 - Joan Didion: L'Année de la pensée magique
- 2006 - Jean-Bertrand Pontalis: Frère du précédent
- 2005 - Marie Desplechin, Lydie Violet: La Vie sauve
- 2004 – Diane de Margerie: Aurore et George
- 2003 – Michel Schneider: Morts imaginaires
- 2002 – Daniel Desmarquet: Kafka et les jeunes filles
- 2001 – Edwy Plenel: Secrets de jeunesse
- 2000 – Armelle Lebras-Chopard: Le zoo des philosophes
- 1999 – Michel Del Castillo: Colette, une certaine France
- 1998 – Alberto Manguel: Une histoire de la lecture
- 1997 – Michel Winock: Siècle des intellectuels
- 1996 – Viviane Forrester: L'Horreur économique
- 1995 – Pascal Bruckner: La tentation de l'innocence
- 1993 - Michel Onfray: La Sculpture de soi
- 1992 - Luc Ferry: Le Nouvel Ordre écologique
- 1991 - Alain Etchegoyen: La Valse des éthiques
- 1990 - René Girard: Shakespeare, les feux de l'envie